# 澤井宏文
澤井 宏文（さわい ひろふみ、1971年〈昭和46年〉5月1日 - ）は、日本の政治家。大阪府松原市長（5期）。松原市議会議長（第60代）、松原市議会議員（3期）、松原青年会議所理事長（第39代）を務めた。

## 概要
大阪府松原市生まれ。大阪府立羽曳野高等学校、摂南大学経営情報学部卒業。高校、大学ではバスケットボール部の主将を務めていた。大学卒業後、外食チェーン「西洋フードシステムズ」勤務を経て、谷畑孝・竹本直一両衆議院議員の秘書を務める。
1998年、松原市議会議員選挙に出馬し、初当選を果たした。以後3期連続当選。
2000年、松原青年会議所に入会し、2009年には松原青年会議所理事長に就任した。
2007年、松原市議会議長に歴代最年少で就任。
2009年2月、大阪教育維新を市町村からはじめる会の立ち上げに参加した。
同年5月、松原市議を辞職。自民・公明・民主3党の推薦に加え、13人の松原市議（松原市議会の定数は19）及び橋下徹大阪府知事（当時）の支持も受け、同年5月31日投開票の松原市長選挙に出馬。共産党推薦で無所属の梅木佳章を破り、当選。得票数は、澤井：23,066票、梅木：18,277票。投票率は、41.98％。大阪府下の市町村長では、倉田哲郎箕面市長に次いで2番目に若い市長である。同年6月17日、市長就任。
同年10月、よい国つくろう!日本志民会議の立ち上げに参加し、政治委員に就任。
2013年5月19日投開票の松原市長選挙で再選。投票率は、34.55％。
2017年、自民党・民進党・公明党・大阪維新の会の推薦を得て出馬し、3期目の当選を果たした。
2021年、自民党・公明党・大阪維新の会の推薦を得て出馬し、無投票で4期目の当選を果たした。
2025年、自民党・公明党・大阪維新の会の推薦を得て出馬し、共産党推薦の新人を破り、5期目の当選を果たした。

## 人物
- 家族は、妻・長男・長女の4人。
- 座右の銘は、心の技に限りなし。

## 主な役職
- 松原市倫理法人会顧問
- 南河内保健医療協議会委員
- 南河内地域広域行政推進協議会委員